# Owhata
Ōwhata est une banlieue semi-rurale de la cité de Rotorua dans la région de la Bay of Plenty de l’île du Nord de la Nouvelle-Zélande.

## Situation
En 2015, elle a enregistré le plus grand nombre de vente de maisons de toutes les banlieues de Rotorua.

## Toponymie
Le Ministère de la Culture et du Patrimoine de Nouvelle-Zélande traduit Ōwhata en the elevated stage (« lieu de la place élevé »).

## Marae
Le marae local d’Ōwhata ou Hinemoa Marae est un lieu de réunion pour les Ngāti Whakaue de l’hapu des Ngāti Korouateka (en) et des Ngāti te Roro o te Rangi (en).
Il inclut la maison de rencontre de Tūtanekai .
En octobre 2020, le gouvernement s'est engagé à verser 4 525 104 $ provenant du fond de croissance provincial (en) pour moderniser le marae ainsi que neuf autres, créant ainsi environ 34 emplois.

## Démographie
Ōwhata, comprenant les zones statistiques de Ōwhata West et Ōwhata East, avait une population de 6 216 habitants lors du recensement de 2018 en Nouvelle-Zélande, en augmentation de 720 personnes ( soit 13,1 %) depuis celui de 2013, et une augmentation de 777 personnes (soit 14,3 %) depuis celui de 2006.
Il y avait 2 022 logements.
On notait la présence de 2 991 hommes et 3 225 femmes, donnant un sexe-ratio de 0,93 homme pour une femme, avec 1 575 personnes (soit 25,3 %) âgées de moins de 15 ans, 1 128 personnes (soit 18,1 %) âgées de 15 à 29 ans, 2 580 personnes (soit 41,5 %) âgées  de 30 à 64 ans, et 933 personnes ( soit 15,0 %) âgées de 65 ans ou plus.
L’ethnicité était pour 62,0 % européenne/Pākehā, 45,9 % maorie, 5,3 % sont originaires du Pacifique, 7,3 % sont asiatiques et 1,7 % sont d’autres ethnicités (le total peut faire plus de 100 % dans la mesure où les personnes peuvent s’identifier de multiples ethnicités).
La proportion de personnes nées outre-mer était de  15,0 %, comparée avec les  27,1 % au niveau national.
Bien que certaines personnes objectent à donner leur religion, 51,9 % n’avaient aucune religion, 33,3 % étaient chrétiens, 1,6 % étaient hindouistes, 0,3 % étaient musulmans, 0,5 % étaient bouddhistes et  4,8 % avaient une autre religion.
Parmi ceux d’au moins 15 ans d’âge, 699 personnes (soit  15,1 %) avait un niveau de licence ou un degré supérieur et 945 personnes (20,4 %) n’avaient aucune qualification formelle.
Le statut d’emploi de ceux de plus de 15 ans était pour 2 208 personnes (47,6 %) un emploi à plein temps, 678 personnes (14,6 %) étaient à temps partiel et 264 personnes (5,7  %) étaient sans emploi.
| Nom              | Population      | âge médian | revenus médian |
| ---------------- | --------------- | ---------- | -------------- |
| Ōwhata West      | 3 147 personnes | 32,4 ans   | 26 600 $       |
| Ōwhata East      | 3 069 personnes | 37,2 ans   | 28 000 $       |
| Nouvelle-Zélande |                 | 37,4 ans   | 31 800 $       |

## Éducation
- L’école de Owhata est une école primaire mixte accueillant les élèves de niveaux 1 à 6[9],[10] avec un effectif de 266 élèves[11].

- L’école Intermédiaire de Mokoia est une école intermédiaire mixte publique[12],[13] avec un effectif de 367 élèves[14].

- L’école Rotorua Lakes High School (en) est une école secondaire publique, mixte[15],[16] avec un effectif de 658 élèves[17]